# Städ

Städ och hammare.

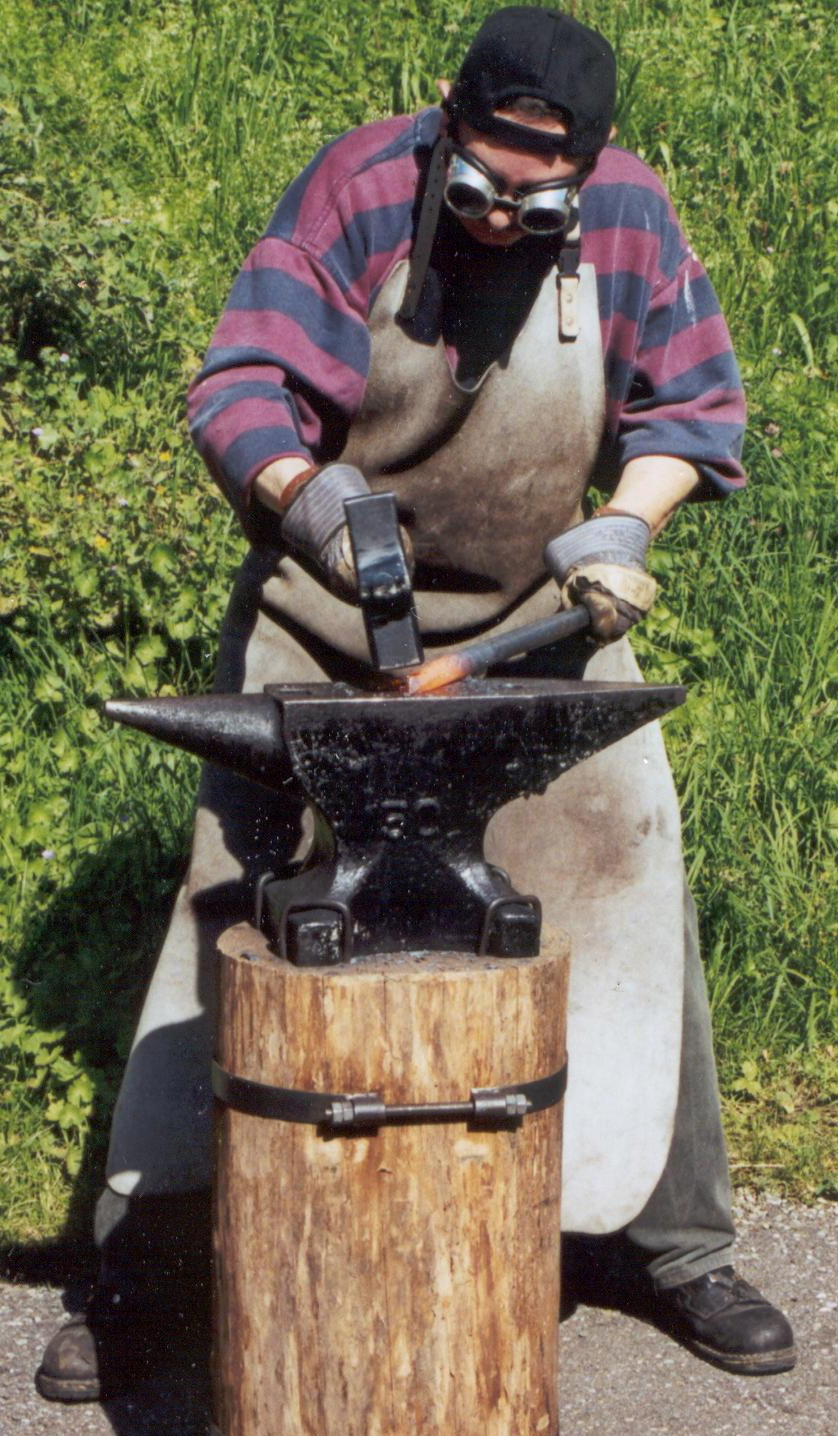
Städ med två horn under användning. Verktyget i smedens högra hand är en smideshammare.

Ett städ är ett redskap av gjutstål som tjänar som underlag vid smide. Städet står ofta på ett stativ eller en träbock för att få rätt arbetshöjd för den som smider.
Ett normalstort städ väger mellan 60 och 100 kilo. Städets spetsiga del kallas för horn. Ett städ kan ha ett eller två horn. Om städet har två horn är det ena vanligen rundat (som på bilden) och det andra har en platt ovansida. Ban är benämningen på själva slagytan (gäller även som benämning på en hammares slagyta). I det rektangulära respektive runda hålet i städet kan smeden sätta understycken, specialiserade verktyg för olika typer av smidesarbeten.
Ambult, eller ambolt, är en mindre form av städ.

## Städ i kultur
Inom folktron finns det många magiska föreställningar om städ. En av de vanligare är att smeden inte får glömma hammaren ovanpå städet när arbetet avslutas för kvällen (att luta den som på bilden går däremot bra). Då hamrar småfolket med hammaren på städet hela natten och smeden kommer inte att kunna sova.
Städ förekommer ofta i tecknad film (främst Looney Tunes) som slapstickeffekt.
När smeden med hammaren slår två klingande slag direkt på städet, betyder det att han kallar på medhjälp från en gesäll.
Städ har även använts som slagverksinstrument i ett stort antal musikaliska kompositioner, bland annat tredje akten av Wagners Rhenguldet vars partitur inbegriper 18 städ. 

## Skomakarstäd
Ett skomakarstäd är en särskild typ av städ som används vid hantverksmässig tillverkning och reparation av skor. Den i Sverige vanligaste typen av skomakarstäd har tre lästliknande metallytor med omkring 30–40 cm långa skaft, vilka sitter i 90 graders vinkel med varandra. Städet vänds så att den yta man för tillfället behöver kommer uppåt varvid skaften för de övriga gör tjänst som stadiga ben. Skomakarstäd för stövlar har en lästliknande metallyta med ett upp till 50–60 cm långt skaft. Skomakarstäd används som underlag när sulor ska pliggas eller spikas. Om någon pligg eller spik går igenom sulan stöter den emot städet och trubbas av.

## Etymologi
Ordet "städ" är belagt i svenska språket sedan 1300-talets förra hälft och har grundbetydelsen "något som står stadigt".